# Gyula város elismerései
Az elismerések alapításának célja, hogy Gyula Város Önkormányzata méltó elismerésben részesítse mindazokat, akik Gyula város érdekében kiemelkedően dolgoztak, munkásságukkal hozzájárultak a város hírnevének gyarapításához, illetve tevékenységükkel életük során gazdagították az egyetemes civilizáció értékeit; az élet valamely területén kiemelkedő eredményeket szereztek, személyük és cselekedeteik példaként állíthatók a jelen és az utókor elé; Gyula város önkormányzata szolgálatában kiemelkedő, munkatársaik számára példaként állítható tevékenységükkel kimagasló eredményeket értek el; olyan kiemelkedő munkát végeztek, mellyel hozzájárultak a Gyulai Várszínház Nonprofit Kft. hírnevének gyarapításához, művészeti tevékenységükkel emelték annak szakmai színvonalát; valamint az orvosi hivatást gyakorolják és a Békés Megyei Pándy Kálmán Kórház orvosai színvonalas szakmai képzésének elősegítői, a fiatal pályakezdők példaképei, illetve olyan gyulai lakosok, akik a közéleti tisztaság érvényesülését elősegítik vagy személyes példájukkal szolgálják.
Gyula város Önkormányzatának képviselő-testülete a fenti célok elérése érdekében az alábbi elismeréseket alapította:
1. Gyula Város Díszpolgára kitüntető cím;
2. Kiváló Polgár kitüntető cím;
3. Gyula Városért kitüntető cím;
4. Gyula Város Szolgálatáért kitüntető cím;
5. Havasi István-díj;
6. Dr. Gyarmati István-díj.

## Az elismerésekre vonatkozó általános szabályok
Gyula város Önkormányzatának Képviselő-Testülete által alapított díjak és címek adományozására minden gyulai választópolgár, minden bejegyzett szervezet, valamint Gyula város Önkormányzata Képviselő-Testületének bizottsága javaslatot terjeszthet elő. Javasolni élő és elhunyt személyt (posztumusz), illetve kollektívát egyaránt lehet. A javaslatot a vonatkozó önkormányzati rendeletben előírt formában és tartalommal, indokolással ellátva kell megküldeni folyó év december 15. napjáig a polgármesternek címezve. Ez utóbbi időpont alól kivételt képez a Havasi István-díjra való javaslattétel időpontja, ugyanis e díj esetében a folyó év várszínházi évadját követő szeptember 1. napjáig kell megküldeni az ajánlást a polgármesternek címezve. Továbbá a Képviselő-Testület bizottságának lehetősége van legkésőbb az adott díj adományozását tárgyaló képviselő-testületi ülést megelőző bizottsági ülésen javaslatot tenni.
Az ajánlások elfogadásáról a Képviselő-Testület minősített többség mellett határozati formában dönt. Az elismerésben részesített személyt vagy kollektívát a Képviselő-testületi döntést követően, de az átadást megelőzően nyilatkoztatni kell az elismerés elfogadásáról. Amennyiben az elismerésben részesített személy vagy kollektíva az elismerést nem vette át és írásban kéri, hogy a döntés kerüljön visszavonásra, valamint azt, hogy a neve a nyilvántartásban ne szerepeljen, úgy a Képviselő-testület a kérésnek megfelelő döntést hoz. A Képviselő-Testület által meghozott határozat tartalmazza az adományozó megjelölését; az elismerésben részesített személy nevét, illetve kollektíva elnevezését; az elismerés megnevezését (adományozás jogcímét); valamint az odaítélést rövid, tömör indokolását. A kitüntetett személyeket, illetve kollektívákat Gyula város hivatalos honlapján, díszes albumban, valamint a Képviselő-Testület által meghozott határozatban kell közzétenni.
Az elismerésekkel járó költségek fedezetét a Képviselő-Testület az önkormányzat költségvetéséből biztosítja.
Amennyiben a kitüntetések adományozására posztumusz kerül sor, akkor elsődlegesen az elhunyt személy házastársa, ezt követően az eltartó örököse, végül az előbbiek hiányában a törvényes örökösök vehetik át a kitüntetést. Ilyen esetben díszdobozban egy 14 karátos aranyból készült, 15 grammos, 25 mm átmérőjű arany emlékérem, valamint egy díszoklevél kerül átadásra. Az érem előlapján Gyula város címere, körben a kitüntetés megnevezése, az érem hátlapján pedig a kitüntetett neve és az adományozás éve található.
Gyula város Önkormányzatának Képviselő-Testülete által adományozott kitüntetések bizonyos esetekben megvonhatók. Megvonható a kitüntetés, ha arra az illető személy vagy szervezet érdemtelenné vált. Ebben az esetben a javaslattételre jogosultak kezdeményezik a kitüntetés megvonását, és az ügyrendi feladat- és hatáskörrel rendelkező bizottság a véleményével együtt felterjeszti a megvonásra irányuló javaslatot a Képviselő-Testület elé, amely határozatban dönt annak sorsáról. Az elismerés visszavonására vonatkozó határozatot az albumba be kell vezetni, és a megvonás tényét az érintettel közölni kell. Ugyanakkor a Képviselő-testületnek kötelező megvonnia a kitüntetést attól a személytől, akit a bíróság szándékosan elkövetett bűncselekmény miatt jogerősen elítélt.